# Andreas Stylianou
Andreas Stylianou (in greco: Ανδρέας Στυλιανού; Kathika, 23 gennaio 1942) è un ex calciatore cipriota, di ruolo attaccante.

## Carriera

### Club
Ha giocato tutta la carriera nell'APOEL Nicosia.
Vinse due titoli di capocannoniere del campionato cipriota, due campionati e cinque coppe nazionali.
Nel 1978 si ritirò dal calcio giocato, dopo aver maturato 261 presenze con la maglia dell'APOEL.

### Nazionale
Stylianou totalizzò 37 presenze e 2 reti nella sua Nazionale.

## Palmarès

### Club
- Campionato cipriota: 2

APOEL Nicosia: 1964-1965, 1972-1973
- Coppa di Cipro: 5

APOEL Nicosia: 1967-1968, 1968-1969, 1972-1973, 1975-1976, 1977-1978

### Individuale
- Capocannoniere del campionato cipriota: 2

1966-1967, 1970-1971